# Idaea fragmentaria
Idaea fragmentaria là một loài bướm đêm trong họ Geometridae.